# 千代崎
千代崎（ちよざき）は、大阪府大阪市西区の町名。現行行政地名は千代崎一丁目から千代崎三丁目。

## 地理
大阪市西区の南西部に位置。北は本田、西は九条および九条南、東は木津川を挟んで新町・北堀江・南堀江、南は尻無川を挟んで大正区三軒家西とそれぞれ接する。
三丁目には大阪ドーム（京セラドーム大阪）があり、ドーム前には大阪市高速電気軌道 (Osaka Metro) のドーム前千代崎駅がある。

### 河川
- 木津川
- 尻無川
- 岩崎運河

## 歴史

### 町名の由来
1872年（明治5年）に木津川に架橋された千代崎橋に由来し、千代崎の語源は木津川下流の千本松の表現に「千株の竝松（なみまつ）蒼々として千代に栄えの色をあらわし」とあることに基づく。

### 町名の変遷
江戸時代には、木津川沿いに木津川町・九条村町・寺島町の3町があるだけで、他の大部分は西成郡九条村の一部（字寺島）と岩崎新田だった。
- 1869年（明治2年） 松島遊廓の開設に伴い、木津川町・九条村町・寺島町・九条村字寺島を統合して松島町が成立。
- 1872年（明治5年） 松島町・松島上之町・仲之町・高砂町・緑町・十返町（とがえりちょう）・花園町・月見町・雪見町に改編。
- 1879年（明治12年） 松島上之町を松島町に、緑町を高砂町に、月見町・雪見町を花園町にそれぞれ編入。
- 1900年（明治33年） 岩崎町が成立。
- 1964年（昭和39年） 松島町・仲之町・高砂町・十返町・花園町・岩崎町が千代崎町に改称。
- 1977年（昭和52年） 千代崎の現行行政地名を実施。

## 世帯数と人口
2019年（平成31年）3月31日現在の世帯数と人口は以下の通りである。
| 丁目         | 世帯数    | 人口    |
| ------------ | --------- | ------- |
| 千代崎一丁目 | 784世帯   | 1,329人 |
| 千代崎二丁目 | 939世帯   | 1,526人 |
| 千代崎三丁目 | 111世帯   | 231人   |
| 計           | 1,834世帯 | 3,086人 |

### 人口の変遷
国勢調査による人口の推移。
| 1995年（平成7年）  | 2,457人 | [ 5 ] |  |
| 2000年（平成12年） | 2,541人 | [ 6 ] |  |
| 2005年（平成17年） | 2,829人 | [ 7 ] |  |
| 2010年（平成22年） | 2,758人 | [ 8 ] |  |
| 2015年（平成27年） | 3,003人 | [ 9 ] |  |

### 世帯数の変遷
国勢調査による世帯数の推移。
| 1995年（平成7年）  | 1,100世帯 | [ 5 ] |  |
| 2000年（平成12年） | 1,219世帯 | [ 6 ] |  |
| 2005年（平成17年） | 1,419世帯 | [ 7 ] |  |
| 2010年（平成22年） | 1,442世帯 | [ 8 ] |  |
| 2015年（平成27年） | 1,614世帯 | [ 9 ] |  |

## 事業所
2016年（平成28年）現在の経済センサス調査による事業所数と従業員数は以下の通りである。
| 丁目         | 事業所数  | 従業員数 |
| ------------ | --------- | -------- |
| 千代崎一丁目 | 74事業所  | 538人    |
| 千代崎二丁目 | 110事業所 | 759人    |
| 千代崎三丁目 | 129事業所 | 4,219人  |
| 計           | 313事業所 | 5,516人  |

## 施設
- 松島公園
  - 松島野球場
- 大阪天満宮行宮
- 大阪市立西中学校
- イオンモール大阪ドームシティ
- 大阪ドーム（京セラドーム大阪）
- スーパービバホーム大阪ドームシティ
- 大阪ガスネットワーク大阪事業部
  - 岩崎供給所（ガスタンク）

## 交通

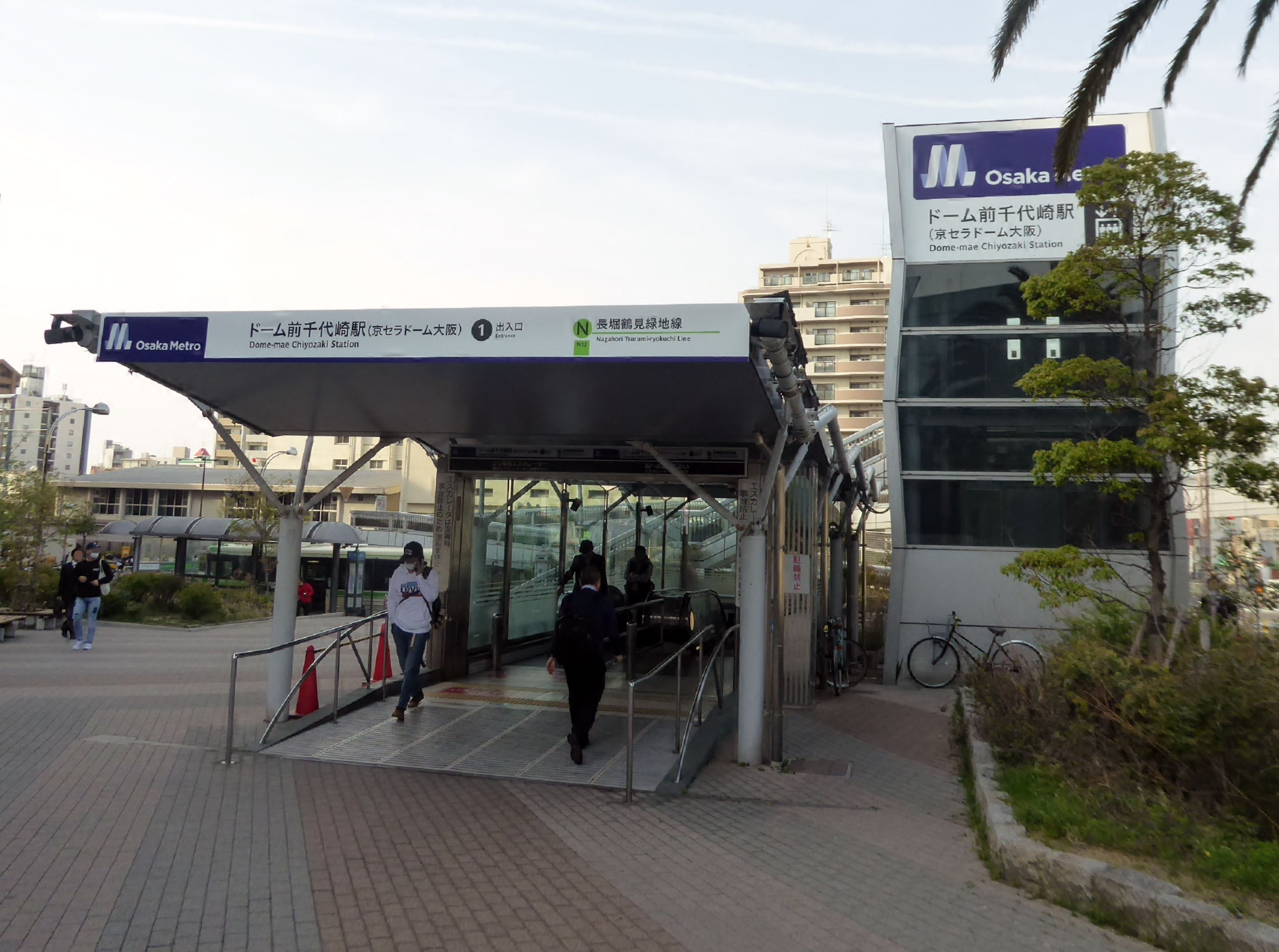
ドーム前千代崎駅

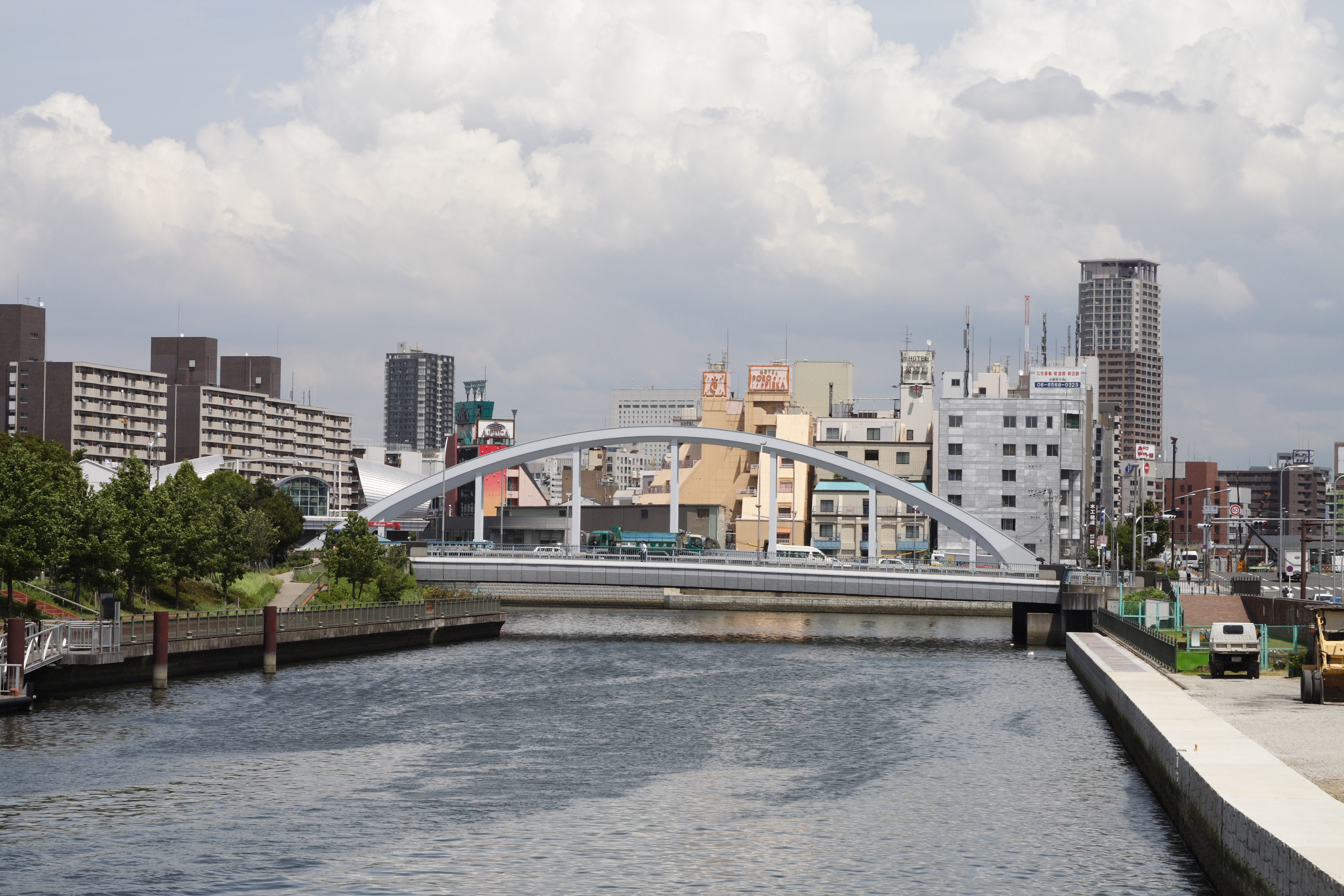
岩松橋

### 鉄道
- 大阪市高速電気軌道（Osaka Metro） ドーム前千代崎駅
- 阪神電気鉄道 ドーム前駅

### 道路
国道
- 国道172号（みなと通）

主要地方道
- 大阪府道173号大阪八尾線（大正通）
- 大阪市道築港深江線（中央大通）

### 橋梁
- 岩崎橋 - 尻無川
- 岩松橋 - 岩崎運河

## 出身・ゆかりのある人物
- 三宅熊五郎（牛肉店、いろは総本店経営）[11]
- 三宅誠一（大阪府多額納税者、三宅総本店社長、いろは総本店、割烹業[12]、精肉料理業[13]）

## その他

### 日本郵便
- 〒550-0023[3]（集配局：大阪西郵便局[14]）